# Cucullia indicta
Cucullia indicta är en fjärilsart som beskrevs av Smith 1904. Cucullia indicta ingår i släktet Cucullia och familjen nattflyn. Inga underarter finns listade i Catalogue of Life.